# Römisch-katholische Kathedrale von Khartum

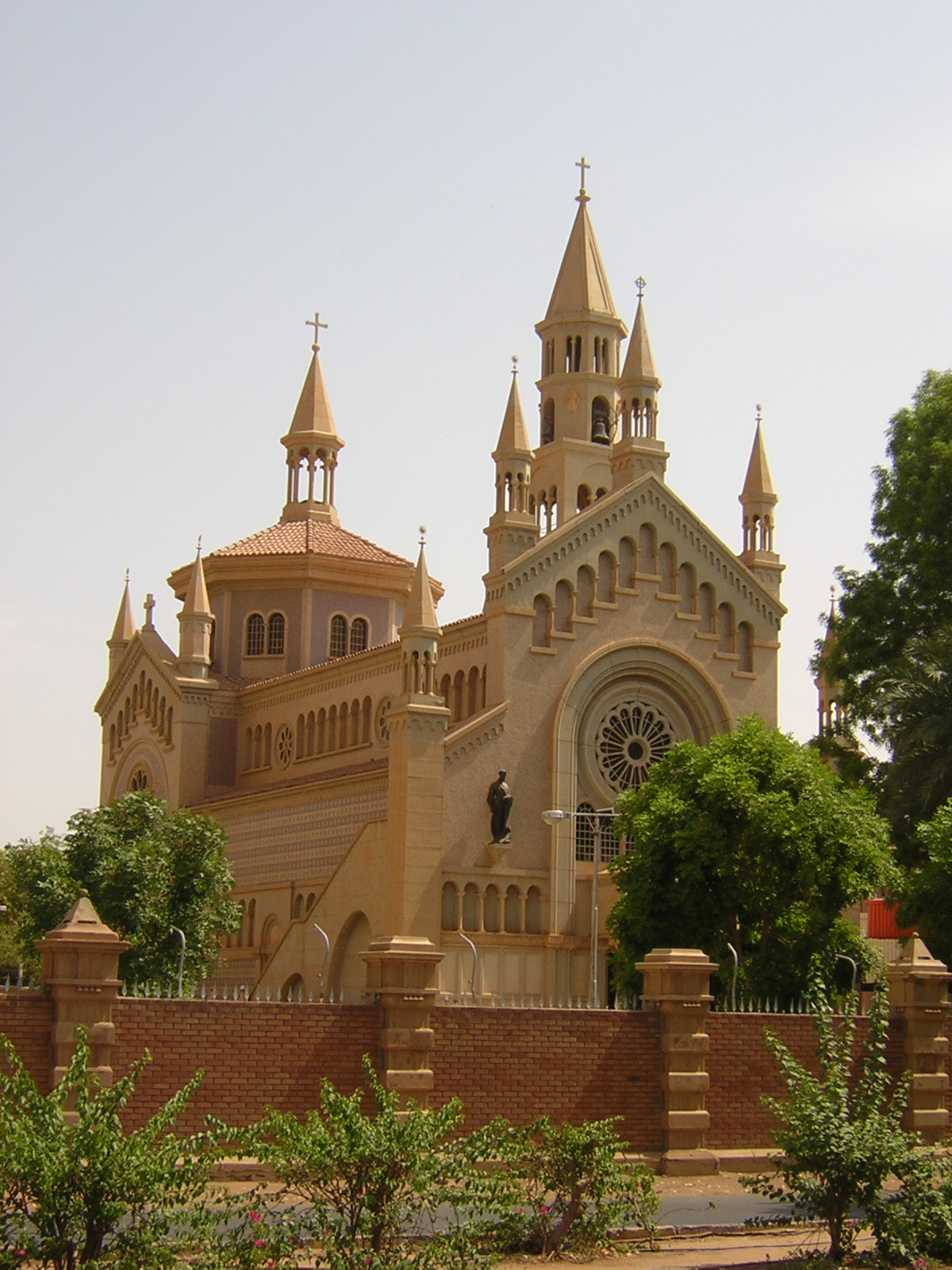
Die Kathedrale

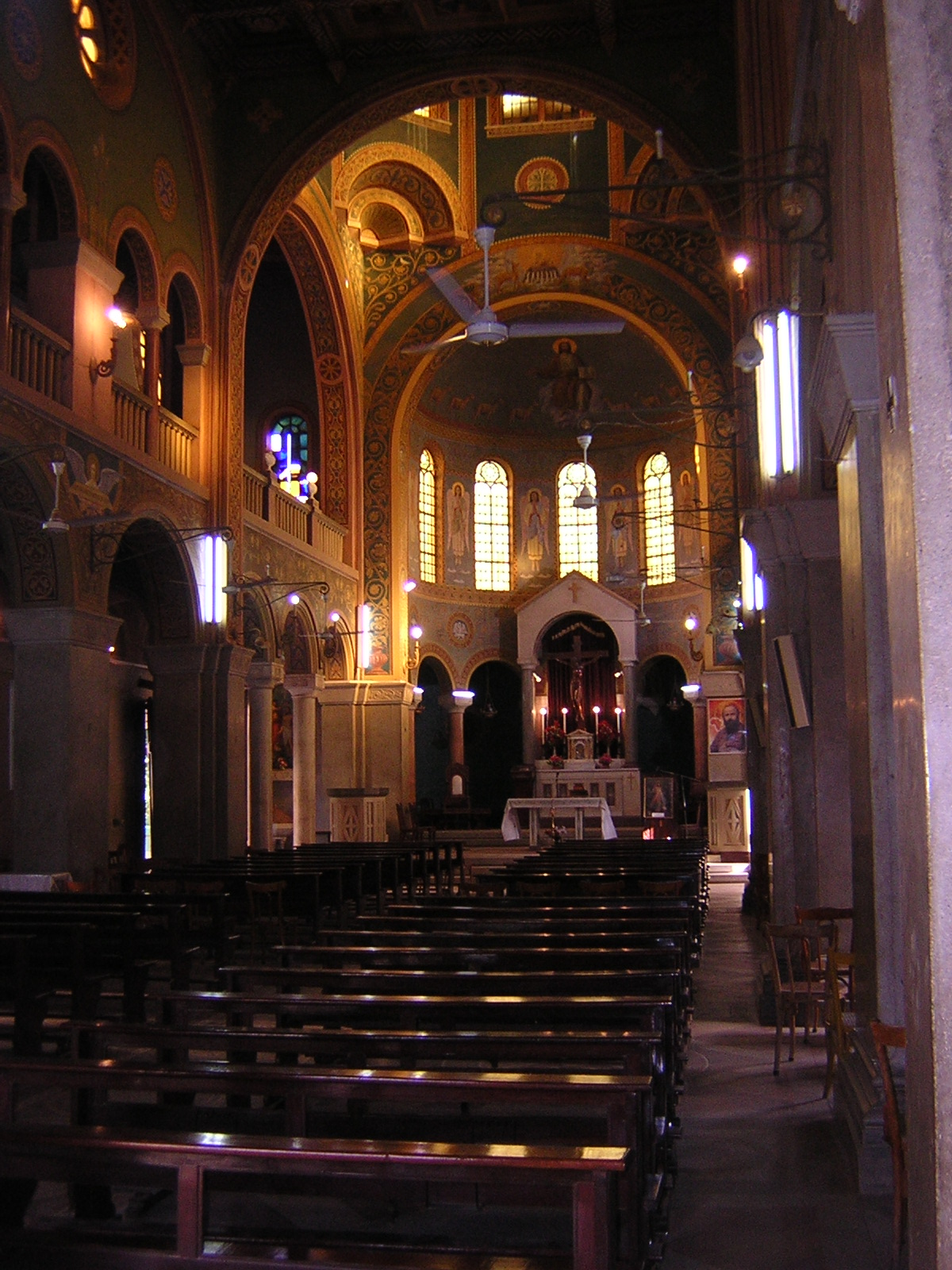
Der Innenraum der Kathedrale

Die römisch-katholische Kathedrale von Khartum, auch St.-Matthäus-Kathedrale, ist die Bischofskirche des römisch-katholischen Erzbistums Khartum in der sudanesischen Hauptstadt Khartum.
Sie liegt am Ufer des Blauen Nils (Kreuzung Sharia al-Nil und Sharia al-Mek Nimr) etwa 200 Meter nördlich der Faruq-Moschee.
Ein katholisches Vikariat in Khartum wurde 1846 eingerichtet. Nach der Eroberung von Khartum 1885 durch die Mahdisten kam es zur Zerstörung eines früheren Kirchengebäudes. Mit dem Bau der dreischiffigen Basilika wurde 1908 während der Zeit des Anglo-Ägyptischen Sudans begonnen. Schirmherr war der österreichische Kaiser Franz Joseph I.
Der Kirchenraum wird vor der östlichen Altarwand durch ein kurzes Querschiff verbreitert. Daneben überragt ein freistehender Glockenturm das Gebäude. Die italienische Herkunft vieler katholischer Missionare im Land spiegelt sich im etwas überladenen neuromanischen Stil.